# Tríkomo (ort i Grekland)
Tríkomo är en ort i Grekland.   Den ligger i prefekturen Nomós Grevenón och regionen Västra Makedonien, i den nordvästra delen av landet, 300 km nordväst om huvudstaden Aten. Tríkomo ligger 784 meter över havet och antalet invånare är 361.
Terrängen runt Tríkomo är kuperad. Runt Tríkomo är det mycket glesbefolkat, med 5 invånare per kvadratkilometer. Närmaste större samhälle är Grevená, 14,9 km nordost om Tríkomo. Omgivningarna runt Tríkomo är en mosaik av jordbruksmark och naturlig växtlighet.